# Obonjan
Obonjan est une île croate située en Dalmatie à environ 6 km au large de la ville de Sibenik. L'ile à longtemps servi comme base de scoutisme avant d'être abandonnée au début des années 2000. L'île est mise en vente en 2004. Elle est cédée en 2015 à des promoteurs britanniques qui veulent y implanter des évènements en lien avec la musique électronique à partir de l'été 2016,.